# (27964) 1997 SW15
1997 أس دابليو 15 (ويعرف أيضًا باسم (27964) 1997 أس دابليو 15 وفق تسمية الكوكب الصغير) (بالإنجليزية: 1997 SW15)‏ هو كويكب ضمن حزام الكويكبات؛ وترتيبه 27964 من حيث الاكتشاف.
اكتُشف هذا الجُرم الفلكي بواسطة OCA–DLR Asteroid Survey ‏ في 27 سبتمبر 1997.

## وصلات خارجية
- (27964) 1997 SW15 في قاعدة بيانات مختبر الدفع النفاث لأجرام النظام الشمسي الصغيرة

- الاكتشاف · مخطط المدار ·  العناصر المدارية · المعلمات المادية

- (27964) 1997 SW15 على موقع ويكي سكاي: DSS2, SDSS, GALEX, IRAS, Hydrogen α, X-Ray, Astrophoto, Sky Map, Articles and images